# Giải đua ô tô Công thức 1 Thổ Nhĩ Kỳ 2006
Giải đua ô tô Công thức 1 Thổ Nhĩ Kỳ năm 2006 là chặng đua thứ mười bốn của giải vô địch thế giới Công thức 1 năm 2006. Giải được tổ chức vào ngày 27 tháng 8 năm 2006.

## Xếp hạng chi tiết
| TT      | Tên                  | Đội đua                | Vòng | Thời gian            | Xuất phát | Điểm |
| 1       | Felipe Massa         | Ferrari F1             | 58   | 1 giờ 28 phút 51,082 | 1         | 10   |
| 2       | Fernando Alonso      | Renault F1             | 58   | +5,575               | 3         | 8    |
| 3       | Michael Schumacher   | Ferrari F1             | 58   | +5,656               | 2         | 6    |
| 4       | Jenson Button        | BAR Honda F1           | 58   | +12,334              | 6         | 5    |
| 5       | Pedro de la Rosa     | McLaren-Mercedes       | 58   | +45,908              | 11        | 4    |
| 6       | Giancarlo Fisichella | Renault F1             | 58   | +46,594              | 4         | 3    |
| 7       | Ralf Schumacher      | Toyota                 | 58   | +59,337              | 15        | 2    |
| 8       | Rubens Barrichello   | BAR Honda F1           | 58   | +60,034              | 13        | 1    |
| 9       | Jarno Trulli         | Toyota                 | 57   | + 1 vòng             | 12        |      |
| 10      | Mark Webber          | Williams F1            | 57   | + 1 vòng             | 9         |      |
| 11      | Christian Klien      | Red Bull-Ferrari       | 57   | + 1 vòng             | 10        |      |
| 12      | Robert Kubica        | BMW F1                 | 57   | + 1 vòng             | 8         |      |
| 13      | Scott Speed          | Scuderia Toro Rosso F1 | 57   | + 1 vòng             | 17        |      |
| 14      | Nick Heidfeld        | BMW F1                 | 56   | + 2 vòng             | 5         |      |
| 15      | David Coulthard      | Red Bull-Ferrari       | 55   |                      | 16        |      |
| bỏ cuộc | Christijan Albers    | Midland F1             | 46   |                      | 22        |      |
| bỏ cuộc | Takuma Sato          | Super Aguri-Honda      | 41   | + 17 vòng            | 21        |      |
| bỏ cuộc | Nico Rosberg         | Williams F1            | 25   |                      | 14        |      |
| bỏ cuộc | Sakon Yamamoto       | Super Aguri-Honda      | 23   |                      | 20        |      |
| bỏ cuộc | Vitantonio Liuzzi    | Scuderia Toro Rosso F1 | 12   |                      | 18        |      |
| bỏ cuộc | Kimi Räikkönen       | McLaren-Mercedes       | 1    | tai nạn              | 7         |      |
| bỏ cuộc | Tiago Monteiro       | Midland F1             | 0    | tai nạn              | 19        |      |